# Beswān
Beswān är en ort i Indien.   Den ligger i distriktet Aligarh och delstaten Uttar Pradesh, i den norra delen av landet, 130 km sydost om huvudstaden New Delhi. Beswān ligger 182 meter över havet och antalet invånare är 5 897.
Terrängen runt Beswān är mycket platt. Runt Beswān är det mycket tätbefolkat, med 1 056 invånare per kvadratkilometer. Närmaste större samhälle är Hathras, 17,5 km öster om Beswān. Trakten runt Beswān består till största delen av jordbruksmark.